# La Cleopatra (poema)
(Fulvio Testi, Al Sig. Girolamo Graziani)
La Cleopatra è un poema epico in 13 canti di Girolamo Graziani (1604 - 1674), nel quale si narrano le vicende d'amore e di guerra di Cleopatra e di Marco Antonio con il doppio suicidio finale. Il Poema contiene la profezia di Proteo che vaticina la discendenza da Augusto dei Signori di Modena.

## Edizioni
- Modena?, 1631 (in III canti)[2];
- Venezia, Sarzina, 1632 in-24°;
- Venezia, 1633 in-12°;
- Bologna, Per Carlo Zenero, 1652 in-12° e in-24°;
- Venezia, Francesco Brogiollo, 1670 in-12°.